# 中国南方カルスト
座標: 北緯25度13分 東経107度58分 / 北緯25.217度 東経107.967度
中国南方カルスト（ちゅうごくなんぽうカルスト、中国南方喀斯特）は、中華人民共和国（中国）南部に広く見られる多様なカルスト地形の良好な代表例として2007年6月27日に登録されたユネスコの世界遺産リスト登録物件である。当初、中国の雲南石林、貴州茘波、重慶武隆から成っていたが、2014年の第38回世界遺産委員会で広西桂林、貴州施秉、重慶金仏山、広西環江の各カルスト地域が加えられた。
カルスト地形のほか、一帯には原生林が多く、生物多様性も高い。

## 石林
大石林と小石林は高さ30mにもなる槍のような形をした無数の岩がそびえ立つ景勝地で、これらは古生代ペルム紀の石灰岩層が雨水による溶食をうけて形成されたものである。そこから数km北に乃古石林がある。「乃古」は、この地域に住むイ族の言葉で「黒い」を意味する。その名の通り黒っぽい苦灰質（ドロマイト質）石灰岩から成る。

## 茘波
溶食によって形成された峰林、峰叢と呼ばれる円錐型の小高い山々が連なる。大七孔と小七孔は景勝地として知られる。この地域には稀少な動植物が数多く見られることも登録理由のひとつとなっている。

## 武隆
箐口天坑、天生三橋、芙蓉洞の3ヶ所が登録されている。箐口天坑は地下水が石灰岩層を溶食して巨大な洞窟が穿たれた結果、その天井部が崩落してできた大穴（ドリーネまたはシンクホール）である。天生三橋は同じく溶食によって形成された大きな洞窟が一部の天井を残して崩落、消滅し、天井部分が3つの天然のアーチ（天然橋）となったもの。芙蓉洞は総延長およそ2800mの鍾乳洞である。落差80ｍの「銀河飛瀑」は落ちる滝水の下の方から裏側を見る形で近くを歩いて抜けられる。

## 桂林
石灰岩が豊富な比較的に標高の低い盆地にあるため、雨水や水流による侵食作用が顕著であり、カルスト地形が極度に進化した形態を呈する。漓江沿岸と陽朔県葡萄鎮一帯に峰林、峰叢が非常に発達しており、この2か所は登録されている。

## 施秉
㵲陽河流域にあり、不溶性のドロマイトの柱状の峰叢と深い峡谷が多く、カレン、トゥファ、洞窟などのカルスト地形も見られる。

## 金仏山
河食作用により雲貴高原から分離した、断崖絶壁に囲まれた標高2238mのテーブルマウンテンである。古代の平野が頂上に残っており、絶壁に水平方向の洞窟システムが点在する。また、金仏山には竹林も広がり、キンブツサンホウチクのタケノコは重要な特産品である。古くから仏教の修行地となってきた。

## 環江
広西チワン族自治区、茘波地域の南側に隣接しており、カルストの円錐形の峰叢と原生林が発達している。開発があまり進んでおらず、手つかずの自然が残っている。少数民族の毛南族が多く暮らす。

## 脚注

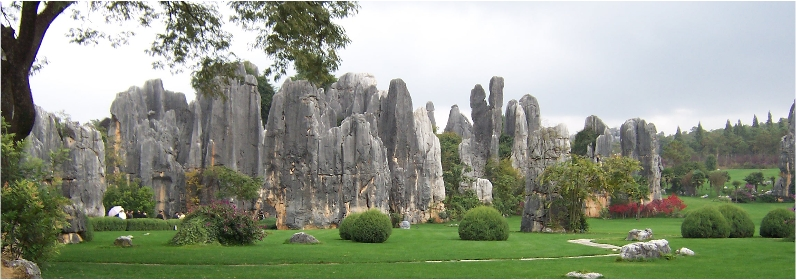
小石林

## 登録基準
この世界遺産は世界遺産登録基準のうち、以下の条件を満たし、登録された（以下の基準は世界遺産センター公表の登録基準からの翻訳、引用である）。
- (7) ひときわすぐれた自然美及び美的な重要性をもつ最高の自然現象または地域を含むもの。
- (8) 地球の歴史上の主要な段階を示す顕著な見本であるもの。これには生物の記録、地形の発達における重要な地学的進行過程、重要な地形的特性、自然地理的特性などが含まれる。